# Coenraad Visser
Coenraad Visser (gedoopt Arnemuiden, 9 maart 1755 – verdronken 1808) was een politicus ten tijde van de Bataafse Republiek.

## Familie
Visser was een zoon van Casparus Visser (ca. 1720-1798) en Maatje Costerus (1727-1759). Zijn vader was onder meer belastingontvanger en secretaris van Axel en burgemeester van Arnemuiden. Hij trouwde in 1781 met Alexandrina van der Hucht (1760-1817), uit dit huwelijk werden zeven kinderen geboren.

## Loopbaan
Visser was notaris (vanaf 1777) en auditeur-militair (vanaf 1779) in Zierikzee. Wegens zijn patriottische activiteiten werd zijn huis op 24 september 1787 geplunderd na de verandering in het politieke klimaat sinds het binnentrekken van de Pruisische troepen. Hij week uit naar Antwerpen. Na de Bataafse omwenteling keerde hij terug naar Zierikzee. In 1795 werd hij benoemd tot burgemeester en later dat jaar tot lid van de Vergadering van provisionele representanten van het Volk van Zeeland (1795-1796). Hij was daarnaast president van het Comité van Algemeen Welzijn, Waakzaamheid en Veiligheid van Zeeland (1795-1796) en vervolgens lid van het uitvoerend departement van de provinciale raad van Zeeland (1796) en het intermediair bestuur van Zeeland (vanaf 1796).
Vanaf 1797 had hij zitting in de diverse landelijke wetgevende colleges; hij was lid van de Tweede Nationale Vergadering (1797-1798), lid van de Constituerende Vergadering (1798), lid en voorzitter van de Tweede Kamer (1798) van het Vertegenwoordigend Lichaam. Na de staatsgreep van 12 juni 1798 werd hij gevangengenomen en gevangengezet op Huis ten Bosch. Bij besluit van 12 juli 1798 werd hij vrijgelaten. Hij werd lid van het bestuur van het Departement van de Schelde en Maas (1799-1801) en was in 1801 lid van de Eerste Kamer van het Vertegenwoordigend Lichaam. In oktober 1804 werd hij tot levenslange verbanning uit Holland en Zeeland veroordeeld vanwege meineed en ontvreemding van gelden als rentmeester van de gemene middelen ten plattelande van Schouwen-Duiveland. Hij verdronk vier jaar later.